# Herb Barlinka
Herb Barlinka – jeden z symboli miasta Barlinek i gminy Barlinek w postaci herbu.

## Wygląd i symbolika
Herb przedstawia czerwonego orła na tarczy herbowej o srebrnym polu. Orzeł posiada białe przepaski na skrzydłach, a także złoty dziób i nogi. Tarczę herbową wieńczy pięciowieżowa czerwona corona muralis o prostej budowie z oknami i bramami. Pomiędzy murami a tarczą Oko opatrzności o białym konturze na czarnym tle. Herb przyozdabiają zielone szyszki świerkowe.
Herb nawiązuje do herbu założycieli miasta – margrabiów brandenburskich, szyszki symbolizują otaczającą miasto Puszczę Barlinecką.

## Historia
Na najstarszych pieczęciach widniał herb z bramą forteczną o trzech basztach, w bramie znajdował się orzeł. Od XV wieku już tylko sam orzeł. Szyszki świerkowe  dodano w XVIII wieku.